# Sebastian Constantin
Sebastian Constantin (* 7. Juni 1982) ist ein ehemaliger rumänischer Naturbahnrodler. Er nahm in der Saison 2003/2004 an zwei Weltcuprennen teil.

## Karriere
Sebastian Constantin war auch auf der Kunstbahn aktiv und nahm im Winter 1999/2000 in Igls an einem Rennen des Juniorenweltcups teil. Im Einsitzer belegte er in seiner Altersklasse den 32. Platz von 34 gewerteten Rodlern und im Doppelsitzer mit Marian Negotei den elften Platz von 13 gewerteten Paaren. Weitere internationale Einsätze auf der Kunstbahn hatte er nicht. Im Winter 2003/2004 nahm Constantin ebenso wie sein einstiger Doppelpartner auf der Kunstbahn, Marian Negotei, an mehreren Wettkämpfen im Naturbahnrodeln teil. Nachdem er für die Europameisterschaft 2004 in Hüttau zwar gemeldet war, aber im Gegensatz zu Negotei nicht startete, nahm er danach an den letzten beiden Weltcuprennen der Saison 2003/2004 teil. Sowohl in Triesenberg als auch beim Finale in Aurach kam er mit den Plätzen 30 und 33 nur als Letzter ins Ziel. Im Gesamtweltcup belegte er punktegleich mit dem US-Amerikaner Adam Sladek den 52. Platz unter insgesamt 59 Rodlern, die in diesem Winter Weltcuppunkte gewannen. Danach nahm Sebastian Constantin an keinen internationalen Wettkämpfen mehr teil.

## Sportliche Erfolge

### Weltcup
- Eine Platzierung unter den besten 30